# ماكس بيروتس
ماكس بيروتس (Max Ferdinand Perutz) هو كيميائي بريطاني نمساوي ولد في 19 ماي 1914 بفيينا وتوفي في 6 فيفري 2002 بكامبريدج.
تحصل سنة 1962 على جائزة نوبل في الكيمياء مع جون كندرو لأعمالهما على تركيب البروتينات الخلوية. في سنة 1960 قاما بتفسير لأول التركيبة الثلاثية الأبعاد لخضاب الدم والميوجلوبين.
هاجر ماكس بيروتس إلى إنجلترا سنة 1936 وأصبح بوفسورا في جامعة كامبردج التي أسس فيها قسم علم الأحياء الجزيئي الذي أداره حتى تقاعده سنة 1979.

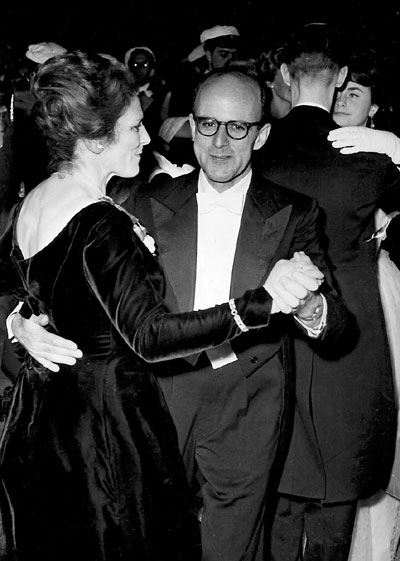
بيروتز مع زوجته جيزيلا في حفل جائزة نوبل عام 1962

على الرغم من أصول والديه اليهودية، إلا أنّ بيروتس نشأ على المسيحية الكاثوليكية.

## مراجع

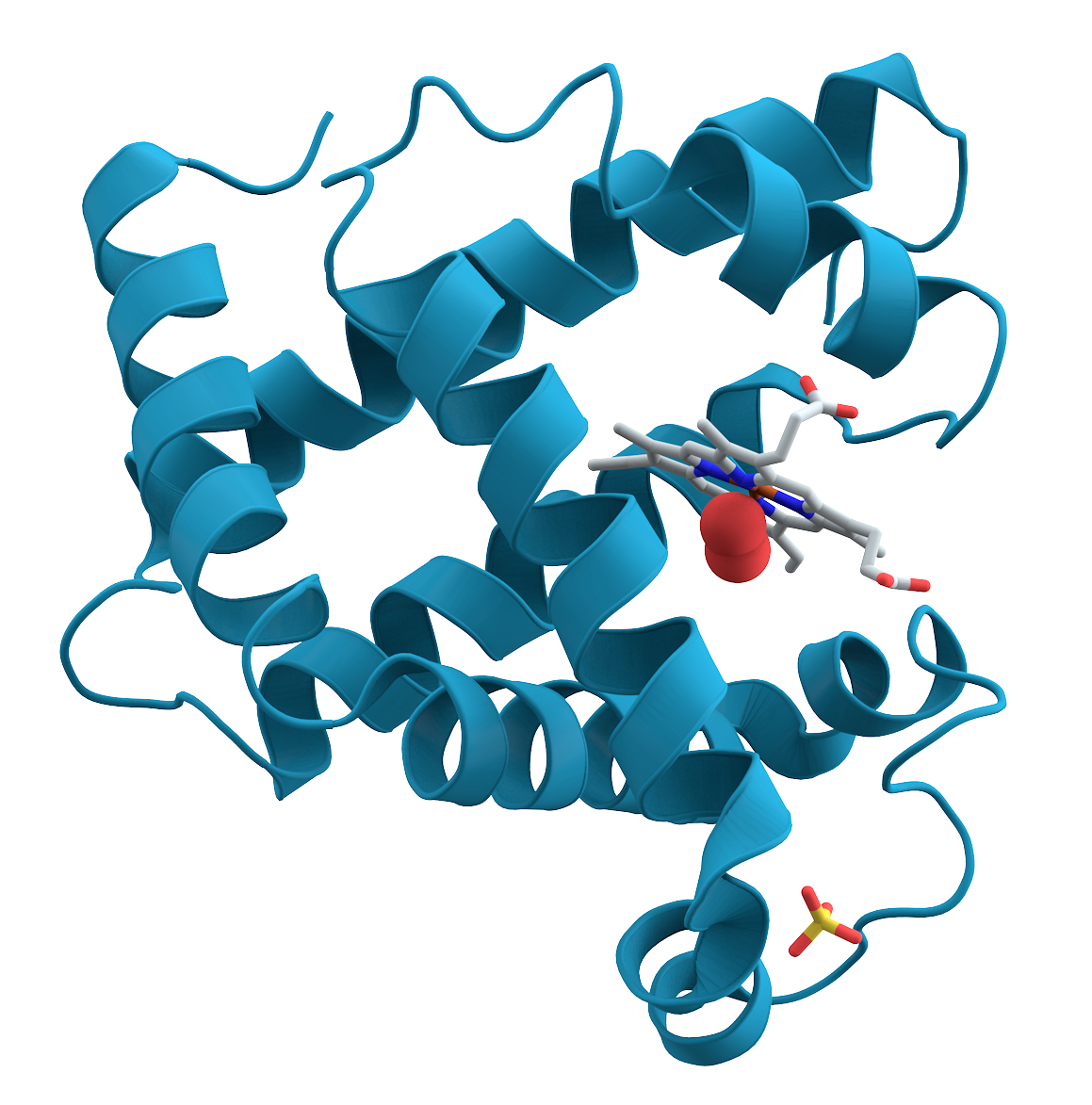
تمثيل مجسم لبروتين myoglobin. لوالب ألفا مميزة باللون الأزرق كشرائط عريضة ، وتظهر أيضا ملفات عشوائية random coil كخطوط زرقاء. ولا توجد صفحات بيتا.
(كان هذا البروتين أول بروتين يكشف عن بنيته بطريقة التعيين البلوري بالأشعة السينية ، وقام بها العالمان ماكس بيروتس و جون كندرو في عام 1958 ، وحصلا بسبب هذا السبق العلمي على جائزة نوبل في الكيمياء في عام 1962).

## اقرأ أيضا
- جون كندرو
- نطاق بروتين
- لولب ألفا

## روابط خارجية
- ماكس بيروتس على موقع الموسوعة البريطانية (الإنجليزية)
- ماكس بيروتس على موقع مونزينجر (الألمانية)
- ماكس بيروتس على موقع إن إن دي بي (الإنجليزية)